# Intextomyces cystidiatus
Intextomyces cystidiatus är en svampart som beskrevs av Hjortstam 1987. Intextomyces cystidiatus ingår i släktet Intextomyces, klassen Agaricomycetes, divisionen basidiesvampar och riket svampar.   Inga underarter finns listade i Catalogue of Life.